# Adolf Eichenseer
Adolf Johann Eichenseer (* 27. Januar 1934 in Schmidmühlen; † 20. November 2015 in Regensburg) war ein deutscher Mundartdichter, der erste hauptamtliche Bezirksheimatpfleger der Oberpfalz und Träger des Bundesverdienstkreuzes 1. Klasse.

## Leben und Beruf
Eichenseer war von 1945 bis 1947 bei den Regensburger Domspatzen und absolvierte nach dem Abitur am Alten Gymnasium am Ägidienplatz, der Vorläuferschule des Albertus-Magnus-Gymnasiums, am Institut für Lehrerbildung in Freising das Studium für das Lehramt an Volksschulen. Von 1955 bis 1958 war er als Volksschullehrer in München tätig und legte 1958 das zweite Staatsexamen ab.
In den Jahren 1958/59 folgte die Ausbildung zum Realschullehrer für Deutsch und Musik an der Pädagogischen Hochschule München-Pasing und an der Hochschule für Musik in München, diese Ausbildung endete mit dem Staatsexamen für das Lehramt an Realschulen (Fächer Deutsch und Musik). Anschließend war Eichenseer zehn Jahre als Realschullehrer bzw. Studienrat in München tätig, zuletzt als Realschulkonrektor.
In einem weiteren Studium an der Ludwig-Maximilians-Universität München belegte er die Fächer Volkskunde, Musikwissenschaft und Pädagogik, und 1966 wurde er zum Dr. phil. promoviert. Während dieses Studiums war er nebenbei als Organist und Chordirektor in St. Joachim, München aktiv.
Er war verheiratet mit der Mundartautorin und Märchenforscherin Erika Eichenseer.

## Wirken
1969 kehrte Eichenseer als Bezirksheimatpfleger in die Oberpfalz zurück. Neben der Volksmusik-, Trachten-, Volkskunst- und Brauchtumspflege, der Denkmalpflege speziell anonymer Volksarchitektur, der Literatur und Bildenden Kunst bildete die Musik einen seiner Schwerpunkte in dieser Tätigkeit. Er war Gründer des Oberpfälzer Volksmusikarchivs und des „Studios für neue Musik“ in Regensburg. Volkskundliche und heimatpflegerische Vorträge, Rundfunk- und Fernsehsendungen, Ausstellungen und Großveranstaltungen, beispielsweise VITA BAVARICA bei der Olympiade in München 1972, zeugen von seinem Wirken als Volkskundler. Nach seiner Pensionierung 1994 fand sein Engagement in der Heimatpflege und in kulturellen Aktivitäten eine Fortsetzung, die in der Gründung und Fortentwicklung der Bayerisch-Slowenischen Gesellschaft im Jahre 1995 einen Höhepunkt erlebte.
1984 bis 2003 stand er dem Nordbayerischen Musikbund vor und prägte den Verband fast zwei Jahrzehnte. Zu seinen besonderen Verdiensten gehörten unter anderem die Gründung des Nordbayerischen Jugendblasorchesters im Jahr 1988 und die Gründung der Nordbayerischen Bläserjugend im Jahr 1991. Den Bezirksverband Oberpfalz führte er 30 Jahre als Bezirksvorsitzender in den Jahren 1972 bis 2003.

## Auszeichnungen
- Bundesverdienstkreuz der Bundesrepublik Deutschland
- Pro meritis scientiae et litterarum
- Denkmalschutzmedaille (Bayerischer Landesverein für Heimatpflege)
- Verdienstmedaille des Bezirks Oberpfalz
- Nordgau-Kulturpreis der Stadt Amberg in der Kategorie „Heimatpflege“ (1980)
- Wolfgangsmedaille des Bistums Regensburg
- Volkstumspreis der Sudetendeutschen Landsmannschaft
- Hohe Auszeichnungen von Trachtenverbänden, des Bundes der Eghalanda Gmoin, des Nordbayerischen Musikbundes, des Österreichischen Blasmusikverbandes und des Arbeitskreises Flurdenkmalforschung in der Oberpfalz usw.
- 2004: Ehrenpreis beim „Tag der Volksmusik“ in Wildbad Kreuth (zusammen mit Erika Eichenseer), Hanns-Seidel-Stiftung[3]
- 2008: Waldschmidt-Preis (zusammen mit Erika Eichenseer), Waldschmidt-Verein in Eschlkam
- Bundesverdienstkreuz der Bundesrepublik Deutschland 1. Klasse
- Goldenes Ehrenkreuz, die höchste Auszeichnung des Internationalen Musikbundes CISM

## Veröffentlichungen
- Liabes Kind, da hast mei Sach: Bayerisch-böhmische Weihnachts-, Neujahrs- und Dreikönigslieder. Mz Buchverlag, 1. Auflage Oktober 2010, ISBN 978-3-934863-79-8.
- Sagen und Märchen aus der Oberpfalz. Koch, Schmidt u. Wilhelm, 11. Dezember 2009, ISBN 978-3-936721-35-5.
- Da Engl is kumma: Bayerisch-böhmische Advents- und Weihnachtslieder. Mz Buchverlag, 1. Auflage September 2009, ISBN 978-3-934863-78-1.
- Jessas is's im Wirtshaus schee: Wirtshauslieder aus der Oberpfalz. Mz Buchverlag, 2. Auflage 9. Juli 2009, ISBN 978-3-934863-32-3.
- Freinderl, wann geh ma hoam: Wirtshauslieder aus der Oberpfalz und angrenzenden Gebieten. 3. Auflage. 9. Juli 2009, ISBN 978-3-931904-66-1.
- Oberpfälzer Leben: Ein Hausbuch von Fronleichnam bis Martini. Morsak, 1. Auflage März 2009, ISBN 978-3-86512-029-8.
- Oberpfälzer Ostern. Mz Buchverlag, 1. Auflage 2001, ISBN 3-927529-45-1.
- Oberpfälzer Weihnacht: Ein Hausbuch von Kathrein bis Lichtmess. Mz Buchverlag, 10. Auflage 2000, ISBN 3-931904-44-X.
- Heit san ma wieder kreizfidel: Bairische Wirtshausliader und Trinksprüch'. Volk Verlag, 1. Auflage 2012, ISBN 978-3-86222-085-4.
- Gigl, geigl, no a Seidl: Bairische Wirtshausliader und Trinksprüch'. Volk Verlag, 1. Auflage 2012, ISBN 978-3-86222-098-4.
- Alls bloß koa Wasser net: Bairische Wirtshausliader und Trinksprüch'. Volk Verlag, 1. Auflage 2012, ISBN 978-3-86222-103-5.
- Das große baierische Gstanzlbuch Håt oaner oans gsunga Volk Verlag, 1. Auflage 2014, ISBN 978-3-86222-153-0.